# David Gilmour (album)
David Gilmour je první sólové album britského kytaristy a zpěváka Davida Gilmoura, který je znám především jako člen art rockové skupiny Pink Floyd. Album vyšlo v květnu 1978 (viz 1978 v hudbě) a v britském žebříčku prodejnosti hudebních alb se dostalo na 17. příčku.
Album David Gilmour vzniklo v době mezi deskami Animals a The Wall od Pink Floyd. V té době již převzal vedení skupiny baskytarista Roger Waters, který upřednostňoval své autorské příspěvky a díla ostatních členů skupiny se až na výjimky na alba nedostala. Proto se kytarista Gilmour rozhodl vydat svou vlastní sólovou desku. Ta se skládá z devíti písní, z nichž většina je Gilmourovým dílem. Tři skladby jsou zcela instrumentální.
Jméno první skladby „Mihalis“ pochází od stejnojmenné jachty, kterou Gilmour v době nahrávání tohoto alba vlastnil. Mihalis znamená řecky Michal. Píseň „There's No Way Out of Here“, která vyšla i jako singl, byla původně nahrána skupinou Unicorn pro jejich album Too Many Crooks z roku 1976, které David Gilmour produkoval. Tato verze nese název „No Way Out of Here“. Ve skladbě „So Far Away“ se vyskytují podobné sbory jako v písni „Comfortably Numb“ z alba Pink Floyd The Wall. „Comfortably Numb“ totiž hudebně vznikla při práci na albu David Gilmour, nicméně byla zakomponována až do „floydovské“ rockové opery. Píseň „Short and Sweet“, ke které napsal text Roy Harper, se v mírně odlišné verzi vyskytuje i na Harperově albu The Unknown Soldier z roku 1980. Hudebně je tato skladba předchůdcem „Run Like Hell“ z The Wall. Určité menší části instrumentálky „Raise My Rent“ byly naopak použity v písních „What Do You Want from Me?“ a „Keep Talking“ z posledního alba Pink Floyd The Division Bell.
Na desce David Gilmour hrají jako studioví hudebníci někteří Gilmourovi spoluhráči (Rick Wills a Willie Wilson) z kapely Joker's Wild, ve které působil mezi lety 1963 a 1966.
V roce 2006 bylo album David Gilmour vydáno na CD v remasterované podobě.

## Seznam skladeb
Všechny skladby napsal(i) David Gilmour, pokud není uvedeno jinak. 
| Strana 1 | Strana 1                   | Strana 1        | Strana 1 |
| Pořadí   | Název                      | Autor           | Délka    |
| -------- | -------------------------- | --------------- | -------- |
| 1.       | Mihalis (instrumentální)   |                 | 5:46     |
| 2.       | There's No Way Out of Here | Gilmour, Baker  | 5:08     |
| 3.       | Cry from the Street        | Gilmour, Stuart | 5:13     |
| 4.       | So Far Away                |                 | 6:04     |

| Strana 2       | Strana 2                          | Strana 2        | Strana 2 |
| Pořadí         | Název                             | Autor           | Délka    |
| -------------- | --------------------------------- | --------------- | -------- |
| 1.             | Short and Sweet                   | Gilmour, Harper | 5:30     |
| 2.             | Raise My Rent (instrumentální)    |                 | 5:33     |
| 3.             | No Way                            |                 | 5:32     |
| 4.             | It's Deafinitely (instrumentální) |                 | 4:27     |
| 5.             | I Can't Breathe Anymore           |                 | 3:04     |
| Celková délka: | Celková délka:                    | Celková délka:  | 46:18    |

## Obsazení
- David Gilmour – kytary, klávesy, lap steel kytara, zpěv
- Rick Wills – baskytara, vokály
- Willie Wilson – bicí, perkuse
- Mick Weaver – piano (4)
- Carlena Williams, Debbie Doss – vokály (2, 4)